# 토르나부오니 거리

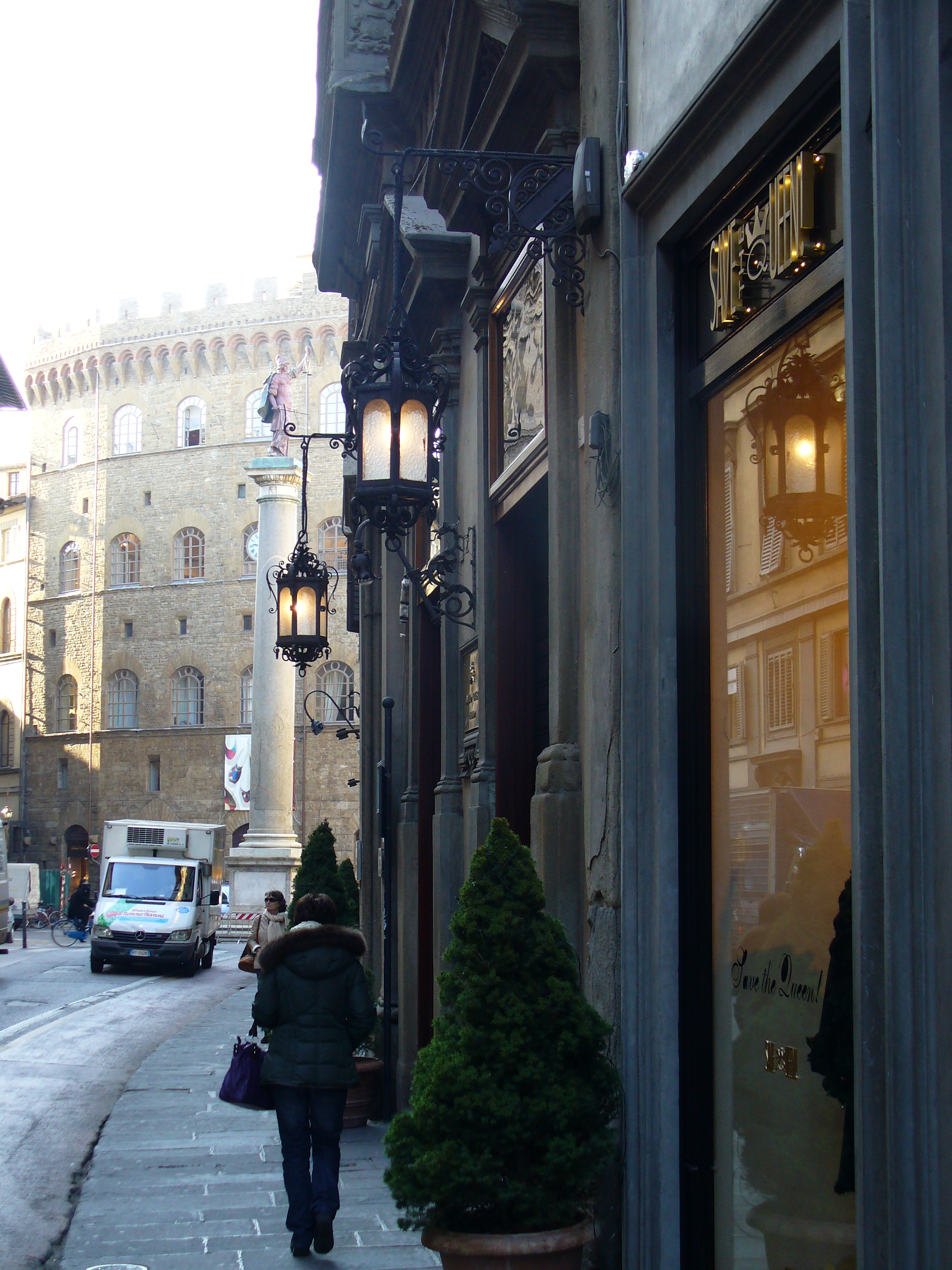
토르나부오니 거리 모습.

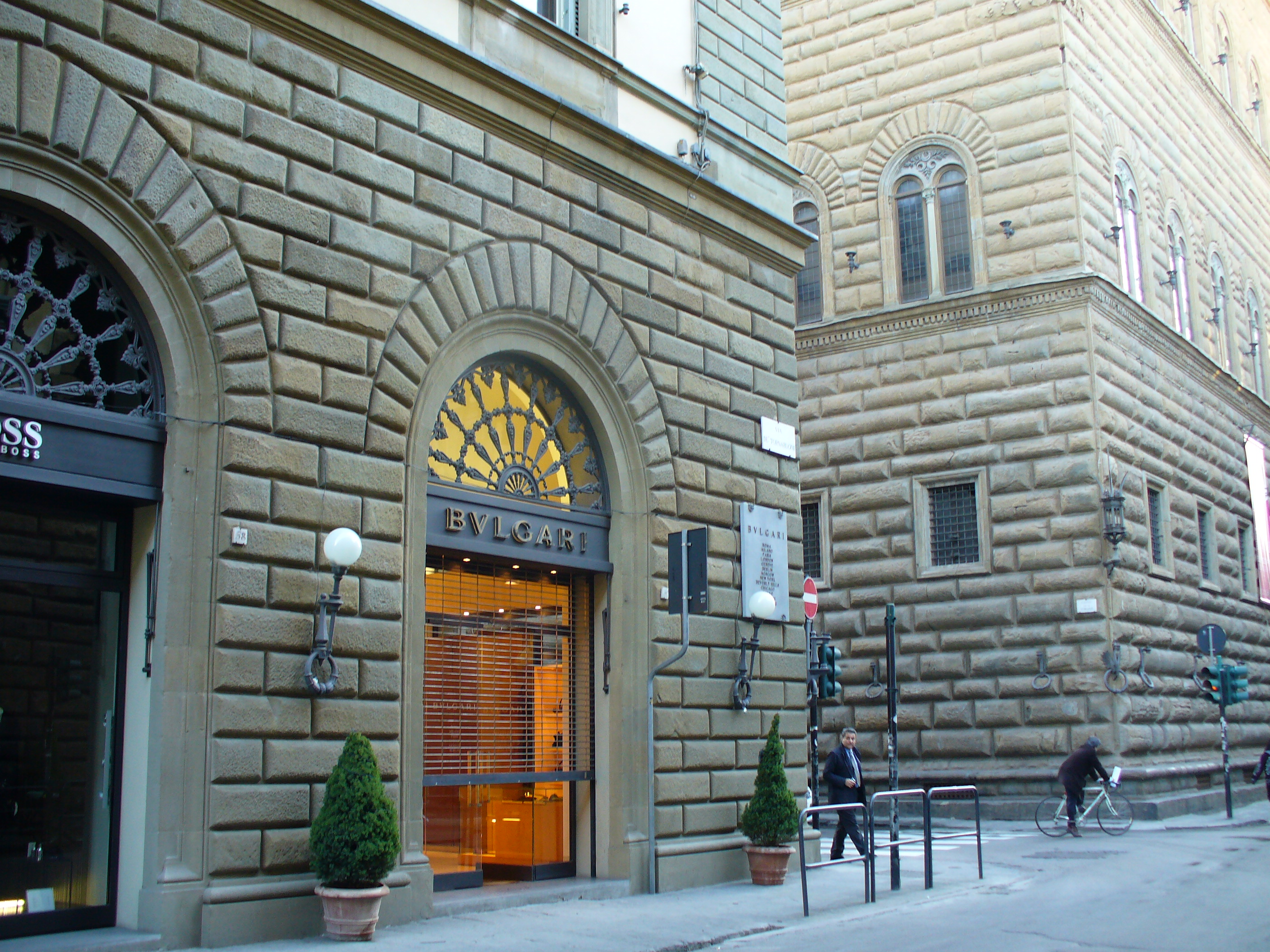
스트로치 궁전과 토르나부오니 거리.

토르나부오니 거리(Via de' Tornabuoni 또는 Via Tornabuoni)는 이탈리아 피렌체 중심부에 있는 거리로, 안티노리 광장에서 패션 부티크로 유명한 산타 트리니타 광장을 가로질러 산타 트리니타 다리로 이어진다.
토르나부오니 거리에는 구찌, 살바토레 페라가모, 엔리코 코베리, 로베르토 카발리, 에밀리오 푸치 등을 비롯한 디자이너들의 브랜드의 고급 패션 부티크들이 위치했으며 또한 다미아니, 불가리, 부첼라티 등 보석을 다루는 부티크도 입점해 있다.

## 역사
토르나부오니 거리는 한때 피렌체의 로마 시대 성벽이 가로지르던 곳이었으며 중세 초에는 무뇨네강을 따라 이어졌다. 현재 스트로치 궁전 근처에는 브란카치오 문이 있었다. 12세기에 피렌체 성벽의 확장으로, 무뇨네강의 물결은 다른 곳으로 돌려졌고 도로도 확장됐다. 당시 도로에는 라르가 데이 레냐이우올리(Larga dei Legnaiuoli) 및 벨리 스포르티(Via dei Belli Sporti) 등 여러 이름이 있었다.
16세기에 토스카나 대공국이 성립된 뒤, 토르나부오니 거리는 피티궁에서 마조 거리 그리고 산타 트리니타 다리 등으로 이어지는 행렬이 있던 장소였고, 팔로네 콜 브라찰레 경기, 칼초 피오렌티노 및 기마 경기 역시도 열렸다. 1565년에는 현재까지도 이 거리의 모습을 돋보이게 하는 반암으로 된 원주 하나가 설치됐다.
토르나부오니 거리는 한때 '카소니 카페'라는 주점이 있었는데 이곳에서 1920년에 카밀로 네그로니가 네그로니 칵테일을 개발해냈다.

## 건물
토르나부오니 거리에 있는 역사적 건축물들에는 다음이 있다:
아르노강쪽의 동쪽:
- 스피니 페로니 궁전 - 14세기의 건축물로, 살바토레 페라가모 박물관이 입점해 있다
- 미네르베티 궁전 - 산타 트리니타 광장에 위치한 14세기 건축물
- 부온델몬티 궁전 - 산타 트리니타 광장에 위치한 15세기 건축물
- 바르톨리니 살림베니 궁전 - 산타 트리니타 광장에 위치했으며, 바초 다뇰로가 설계하고 후기 르네상스 양식으로 1517년-1520년에 지어졌다
- 메디치 토르나퀸치 궁전 - 15세기 건축물
- 알토비티 산갈레티 궁전 - 19세기 이래로 카페 도니가 임점해 있었다
- 게라르디 우구초니 궁전 - 이명 알라만니 궁전 (Alamanni)
- 스트로치 궁전 (1489년–1534년)
- 토르나부오니 궁전 - 16세기에 지어진 대형 궁전

아르노강쪽의 서쪽:

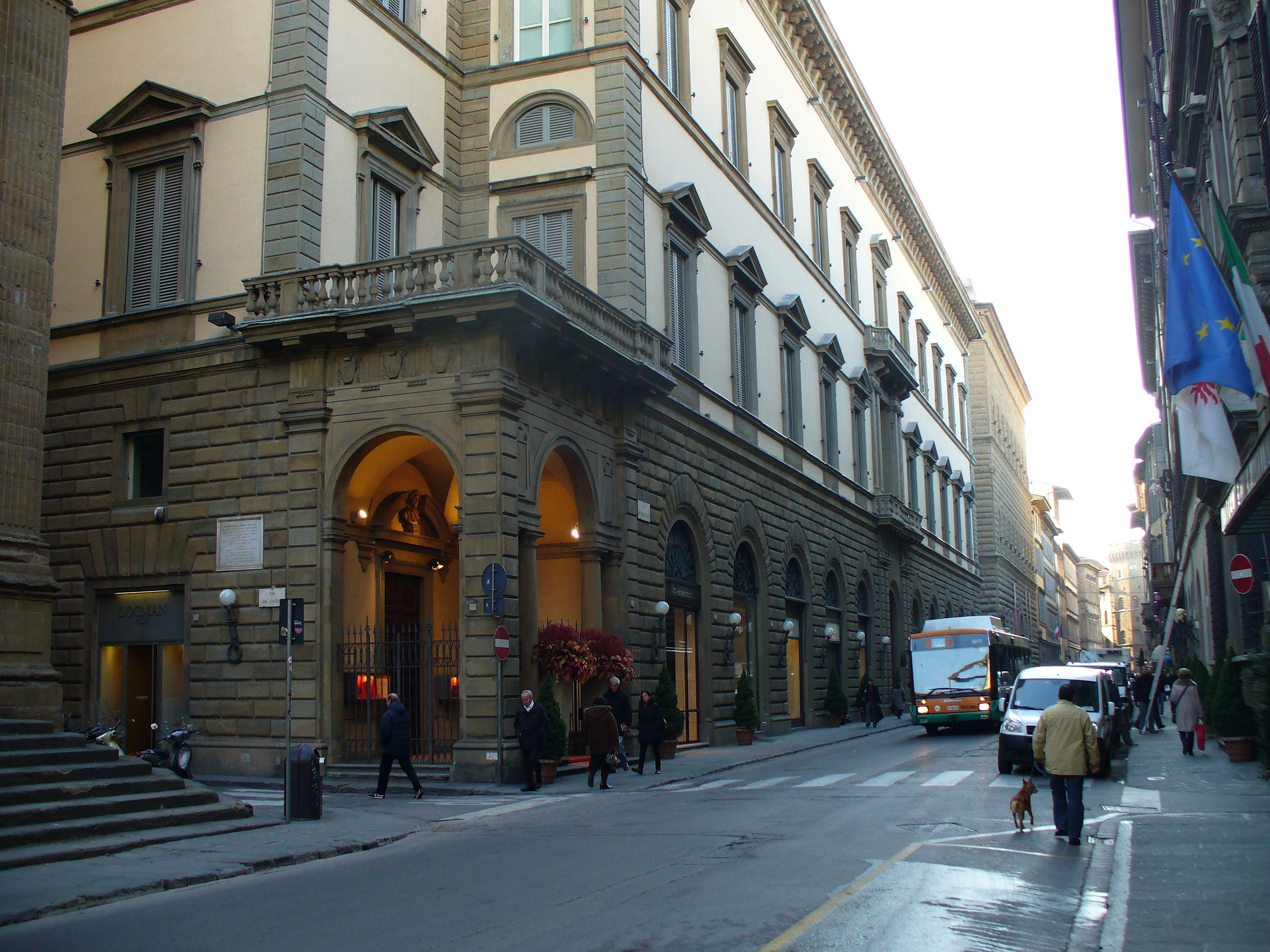
거리

- 잔필리아치 궁전 - 루가르노 코르시니 거리의 모서리에 위치
- 잔필리아치 탑 - 13세기 건축물
- 산타 트리니타 성당
- 미네르베티 궁전
- 스트로치 델 포에타 궁전
- 치르콜로 델루니오네 궁전 - 바사리의 설계에 따라 1559년에 건축
- 더들리 궁전
- 비비아니 델라 로비아 궁전 - 조반 바티스타 포기니가 건축
- 팔라체토 토르나부오니
- 라르데렐 궁전 - 이명 자코미니 궁전으로, 조반니 도시오가 건축

토르나부오니 거리의 북쪽 출구에 위치한, 안티노리 광장에는 다음의 건축물들이 있다:
- 안티노리 궁전 - 줄리아노 다 마이아노의 설계로 1461년과 1469년 사이에 건설
- 산 가에타노 교회 - 피렌체 바로크 건축물의 정수

## 참고 문헌
- Maffei, Gianluigi (1995). 《Via Tornabuoni, il salotto di Firenze》 (이탈리아어). Florence: Loggia dei Lanzi editori. ISBN 88-8105-056-0.